# Fernando Piñera González
Fernando Piñera González (Gijón, Asturias, 11 de mayo de 1967) es un judoka y abogado español. Desarrolló toda su carrera deportiva en el equipo de la Universidad de Oviedo, proclamándose campeón de España junior (sub-21) en 1987 y subcampeón en 1986. En 1994 y 1995 fue medalla de bronce en la categoría senior en –71 kg. También fue, en la temporada 1989, campeón de España universitario y medalla de bronce en 1990 y 1992. Fue internacional con los equipos nacionales españoles sub-21 y absoluto.